# Ераков, Николай Петрович
Николай Петрович Ераков (1853/1854—1923) — председатель Иркутской судебной палаты, сенатор, тайный советник.

## Биография
Родился 23 декабря 1853 (4 января 1854) года в Нижегородской губернии в потомственной дворянской семье штабс-капитана (позже — полковника) Петра Николаевича Еракова.
В связи со службой отца начал учиться в Киевской гимназии, а окончил с золотой медалью в 1870 году Нижегородскую гимназию.
В 1876 году со степенью кандидата права окончил юридический факультет Санкт-Петербургского университета. Начал службу 2 августа 1876 года кандидатом на судебную должность при прокуроре Варшавской судебной палаты; в 1877 году — исполняющий должность судебного следователя Томашевского округа Люблинского окружного суда и в том же году был переведён на такую же должность Трубежовского уезда того же суда; с 1878 года — исполняющий должность следователя по важнейшим делам при том же суде, а с 1879 — товарищ прокурора Люблинского окружного суда; наконец, в 1890 году он был назначен прокурором Люблинского окружного суда. В 1897 году по высочайшему повелению Еракову было поручено открыть и возглавить новое судебное учреждение в Енисейской губернии — Красноярский окружной суд.
В 1901 году он был произведён в действительные статские советники. В 1902 году Н. П. Ераков назначен прокурором Иркутской судебной палаты, в 1904—1919 годах был старшим председателем Иркутской судебной палаты. Одновременно с 1905 по 1917 годы он был председателем уголовного департамента этой палаты. В апреле 1905 года вел в Иркутске процесс о вооруженном Якутском восстании 1904 года.
Со 2 апреля 1906 года Еракову было повелено присутствовать, с производством в тайные советники, в Правительствующем сенате.
Был награждён орденами Св. Александра Невского (31.12.1916), Белого орла, Св. Анны 1—3-й ст., Св. Владимира 2 и 3-й ст., Св. Станислава 1—3-й ст.
После установления в Иркутске советской власти в январе 1920 года Н. П. Ераков был уволен; затем трижды арестовывался. Был убит 13 октября 1923 года в Иркутске, недалеко своего дома, на Рабочей улице.

## Семья
Жена: дочь статского советника София Ильинишна (урождённая Епишевская; 1858, Царское Село—1928). Ее крестным отцом был император Александр II. 
Их дети: 
- Вера (1877—1966, Москва), замужем за юристом Константином Константиновичем Миллером (1869—1922, Плоцк), сыном К.К.Миллера. Была (с 1923) в эмиграции в Харбине, в 1954 году вернулась в Советский Союз. Их дочь Вера — Константиновна Ефанова, урожденная Миллер (1909, Харбин–2006) — переводчица, писательница, автор мемуарной книги «Домой с черного хода»[2], в которой описала свое возвращение в Россию из эмиграции в Китае. Ее дочери: Татьяна (1935—1959), Ника (род. 1944), Ирина (род. 1946).
- Наталия (1879—1958, Иркутск),  замужем за юристом Яковом Ивановичем Александровичем (1868–?). Оба были в 1930-е годы репрессированы и несколько лет находились в лагерях[3][4].
- Пётр (1880—1905, Красноярск) — в 1903—1904 гг. был помощником секретаря гражданского департамента Омской судебной палаты, затем – судебным следователем. Погиб в дни революции 1905 года.
- Лидия (1883—?, Иркутск); её муж, следователь Николай Николаевич Преображенский, был арестован в 1923 году в Иркутске, отправлен в Москву, где в тюрьме и умер.
- Николай (1885—1895);
- София (1888—1975, Иркутск)[5], замужем за Евгением Владиславовичем Даукшо (1886-1937, репрессирован[6]). Их сын — Юрий Евгеньевич Даукшо (род. 1921, Иркутск)[7], геолог, горный инженер.
- Юрий (1890—1958, Ленинград) — при советской власти был народным судьей. В конце 1920-х годов он переехал на Урал, где работал юристконсультом Северского завода; неоднократно арестовывался[8].
- Сергей[9] (1896—1972, Омск) — в 1921 году уехал в Харбин; в 1947 году возвратился с семьей на родину. Две дочери — Елена и Нина. В последние годы жил у своей дочери Нины Сергеевны Батуевой.

## Коллекция Еракова
Н. П. Ераков считался крупнейшим коллекционером Иркутска; по числу предметов она превосходила даже собрание В. П. Сукачева, положившее начало Иркутскому художественному музею. В коллекции Еракова были живописные произведения известных русских, австрийских, итальянских и голландских художников, гравюры великих мастеров, бронзовые скульптуры. Также он собрал богатую коллекцию фарфора: сервизы Императорского фарфорового завода, изделия фабрик Никитина, Попова, Гарднера и Перевалова; фарфор датский, английский, финский, итальянский и стран Дальнего Востока. В собрании Еракова находились замечательные восточные изделия из бронзы, изображающие мифические даосские божества древнего Китая, прекрасной работы английский бар XVII века с ценнейшими медальонами знаменитой фабрики Веджевуд, китайские и европейские вазы, статуэтки.
Каталога или буклета коллекции издано не было. О количестве и качестве предметов коллекции можно судить только по воспоминаниям современников или исследователей. После смерти С.И.Ераковой в 1928 году коллекция перешла к дочери Софье Николаевне и её мужу Е.В.Даукшо — главному провизору Иркутска. Во время ареста Е.В.Даукшо, 21 июля 1937 года, было изъято, по подсчетам А. И. Шинкового, 1 536 предметов искусства. Часть их, 411 предметов, удалось приобрести Иркутскому художественному музею, но это только незначительная часть коллекции Еракова.